# Uromyces gageae
Uromyces gageae ist eine Ständerpilzart aus der Ordnung der Rostpilze (Pucciniales). Der Pilz ist ein Endoparasit von Gelbsternen. Symptome des Befalls durch die Art sind Rostflecken und Pusteln auf den Blattoberflächen der Wirtspflanzen. Sie ist paläarktisch verbreitet.

## Merkmale

### Makroskopische Merkmale
Uromyces gageae ist mit bloßem Auge nur anhand der auf der Oberfläche des Wirtes hervortretenden Sporenlager zu erkennen. Sie wachsen in Nestern, die als gelbliche bis braune Flecken und Pusteln auf den Blattoberflächen erscheinen.

### Mikroskopische Merkmale
Das Myzel von Uromyces gageae wächst wie bei allen Uromyces-Arten interzellulär und bildet Saugfäden, die in das Speichergewebe des Wirtes wachsen. Spermogonien oder Aecien der Art sind unbekannt. Gleiches gilt für Uredien des Pilzes. Die beidseitig wachsenden Telien der Art sind früh unbedeckt. Die braunen Teliosporen sind einzellig, meist oval bis ellipsoid und 28–25 × 21–25 µm groß. Ihre Stiele sind farblos und erreichen bis zu zwei Dritteln der Sporenlänge.

## Verbreitung
Das bekannte Verbreitungsgebiet von Uromyces gageae umfasst Eurasien.

## Ökologie
Die Wirtspflanzen von Uromyces gageae sind verschiedene Gelbsternarten (Gagea spp.). Der Pilz ernährt sich von den im Speichergewebe der Pflanzen vorhandenen Nährstoffen, seine Sporenlager brechen später durch die Blattoberfläche und setzen Sporen frei. Die Art verfügt über einen Entwicklungszyklus, von dem bislang nur Telien bekannt sind, Spermogonien, Aecien oder Uredien wurden nicht gefunden. Die Teliosporen des Pilzes reifen im Frühjahr. Offenbar ist sie mikrozyklisch, ihre genaue Fortpflanzung ist aber nicht völlig erforscht.